# Holobřiší
Holobřiší (Anguilliformes) je řád kostnatých paprskoploutvých ryb charakteristických dlouhým hadovitým tělem bez břišních ploutví a s nepárovými ploutvemi spojenými do ploutevního lemu. Skoro všichni zástupci mají holé tělo bez šupin, ačkoli šupiny mohou být u některých druhů skryty v kůži. Tento řád zahrnuje 20 čeledí s asi 900 druhy, řadíme mezi ně i bizarní hlubokomořské zástupce bývalého řádu velkotlamky. Naprostá většina druhů je mořská, pouze druhy čeledi úhořovití jsou katadromní. V moři obývají jak mělčí vody (např. korálové útesy), tak hlubiny. Stejně jako u zástupců příbuzných řádů ze skupiny Elopomorpha je charakteristickou součástí jejich vývoje plochá a průhledná leptocefalová larva. Někteří holobřiší patří mezi významné lovné ryby, zejména úhoři a mořští úhořovci. Další známou skupinou tohoto řádu jsou murény. 

## Charakteristika
Holobřiší jsou ryby s protaženým válcovitým tělem, jejichž nejnápadnějším sdíleným odvozeným znakem (synapomorfií) je absence břišních ploutví včetně jejich pletenců; někdy mohou chybět i prsní ploutve. Prodloužení těla je ostatně s redukcí končetin spojeno i u řady dalších obratlovců (např. hadi, červoři a řada dalších). Naopak hřbetní a řitní ploutev jsou velmi dlouhé a splývají s ocasní ploutví do ploutevního lemu. Další synapomorfie holobřichých jsou již nenápadnější a týkají se hlavně stavby kostry. Tak např. u holobřichých srůstá kost radličná (vomer) a čichová (os ethmoidale) do jediného celku (nazývaného ethmovomer), drtivé většině zároveň chybí kost řezáková (premaxilla); výjimkou je v tomto ohledu primitivní rod Protanguilla. I některé další lebeční kosti srůstají, např. kost úhlová (os angulare), kloubní (os articulare) a drobná os retroarticulare na dolní čelisti. Skřelová kost a kosti s ní související jsou posunuty vzad, totéž platí i pro žaberní oblouky, které tak ztrácejí ve své horní části kontakt s mozkovnou, a také pro pletenec prsní ploutve. V oblasti ocasní ploutve u recentních zástupců chybí epuralia (zesílené dorzální výběžky, tedy neurapofýzy, ocasních obratlů podpírající ocasní ploutev) a některá hypuralia (zesílené ventrální výběžky, tedy hemapofýzy) srůstají.
Kůže holobřichých je typicky bez šupin, u některých (např. u úhořů a tupohlavců) jsou však v kůži zanořeny cykloidní šupiny. Drobné, ale dobře vyvinuté šupiny pokrývají tělo zástupců rodu Protanguilla. S výjimkou tohoto rodu holobřichým také chybí žaberní tyčinky. Slepé pylorické výběžky na střevě nejsou u holobřichých vyvinuty. Plynový měchýř je spojen kanálkem se střevem. Přední a zadní nozdry jsou daleko od sebe (sblížené jsou u úhořovek a pilozubů).
   

Hadovitě protažený tvar těla umožňuje holobřichým využívat životní strategie, které jsou standardně tvarovaným rybám nedostupné. Díky vysokému počtu obratlů (většinou 100 až několik set, u tupoocasek jen 70, u úhořovek až 750) a relativně krátkým myomerám je jejich trup velmi pohyblivý. Předpokládá se, že jde původně o adaptaci na pohyb ve členitém prostředí, jako jsou např. korálové útesy. Mnoho holobřichých v komplikovaně strukturovaném prostředí využívá různé štěrbiny a podobné úkryty, v nichž se mohou díky svým ohebným tělům dobře pohybovat vpřed i vzad. Další se však mohou díky dlouhému obratnému tělu zahrabávat do měkkého dna (většinou ocasem napřed), nebo se vlněním těla do stran pohybovat v pelagiálu. Úhořovitý tvar těla umožňuje i netradiční způsoby krmení a lovu: jednak trhání kusů masa z těla kořisti rotací kolem osy těla (dokumentováno např. u murén, úhořů, úhořovců nebo štíhloušů, ale i u nepříbuzných červorů nebo aligátorů, kteří mají také protažená těla), jednak využívání smyček na těle k efektivnějšímu zadržení kořisti podobně jako u některých hadů i k zapření se takovou smyčkou o tělo úlovku a jeho snazší následné porcování (dokumentováno u murén).

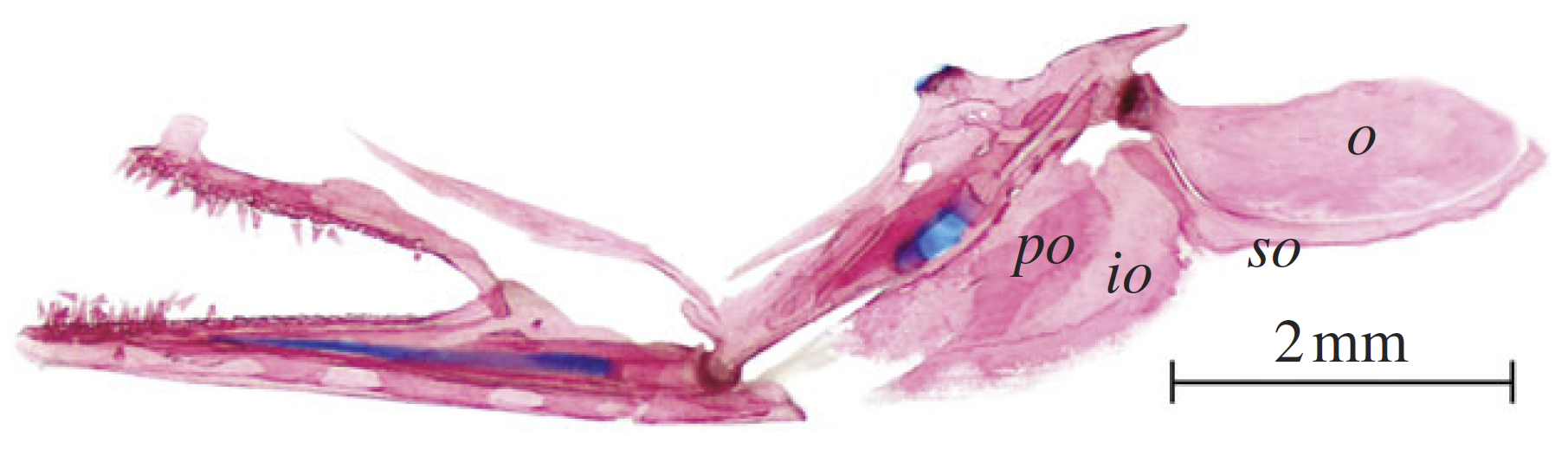
Skřelový aparát a závěs čelistí mladého jedince úhoře amerického (ostatní lebeční kosti odpreparovány): kost skřelová (o - operculare) a suboperculare (so) jsou oproti většině ostatních ryb vysunuté výrazaně vzad; z Johnson el al. (2012)
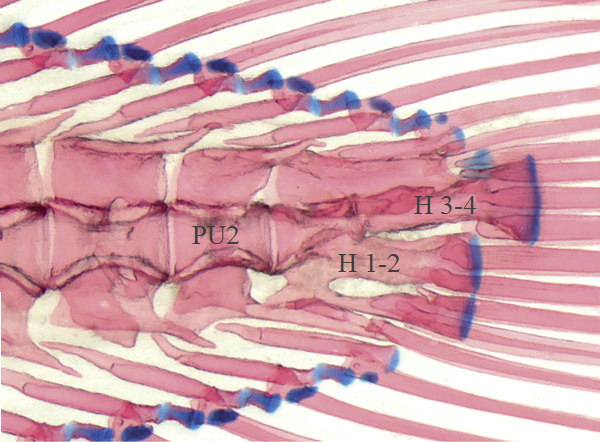
Kostra ocasu úhoře amerického: PU2 - tělo předposledního (druhého) preurálního obratle, H - částečně srostlá hypuralia; z Johnson el al. (2012)
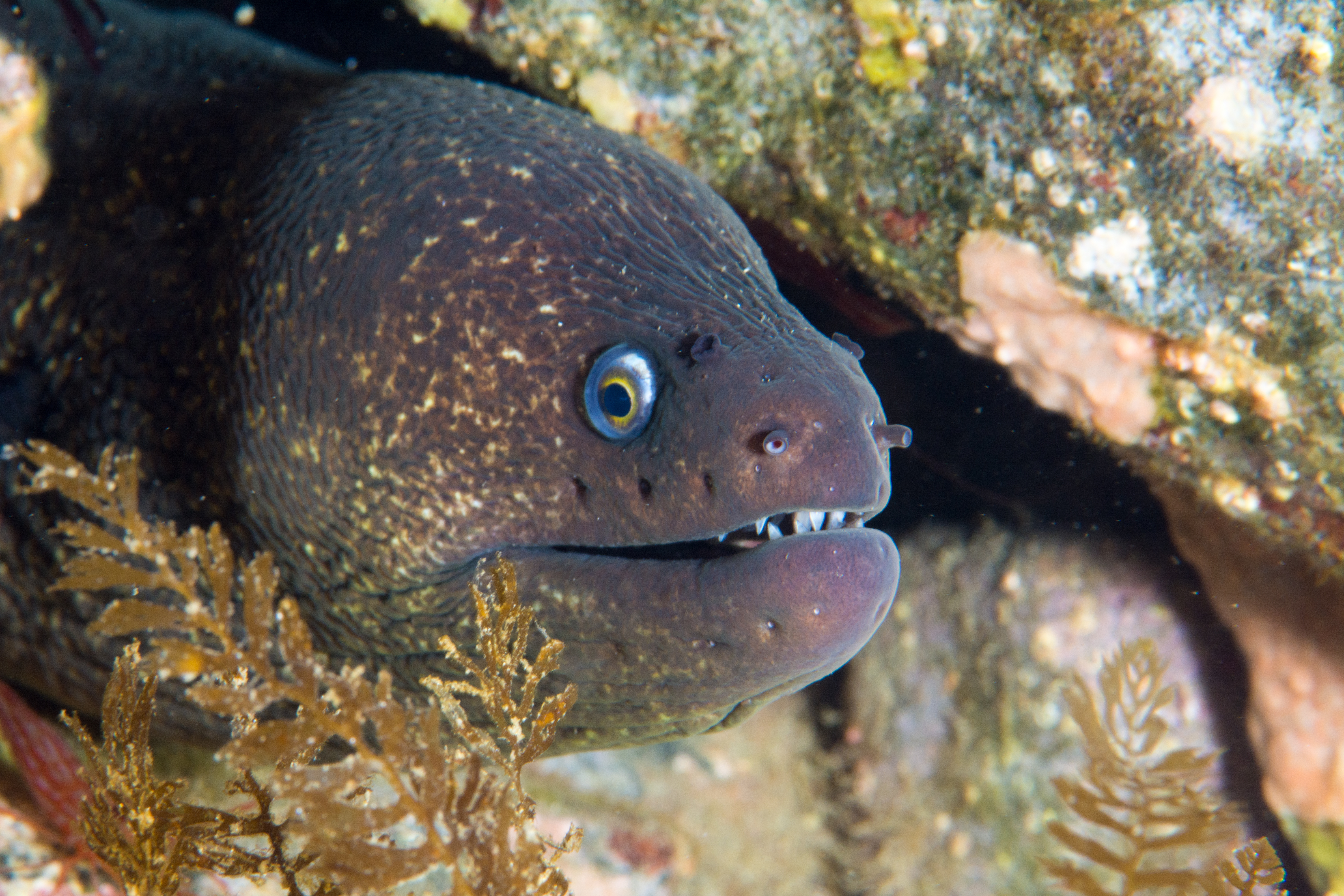
Přední nozdry murény kalifornské jsou protažené v trubičky, zadní nozdry vyúsťují šikmo nahoře před okem

### Larva

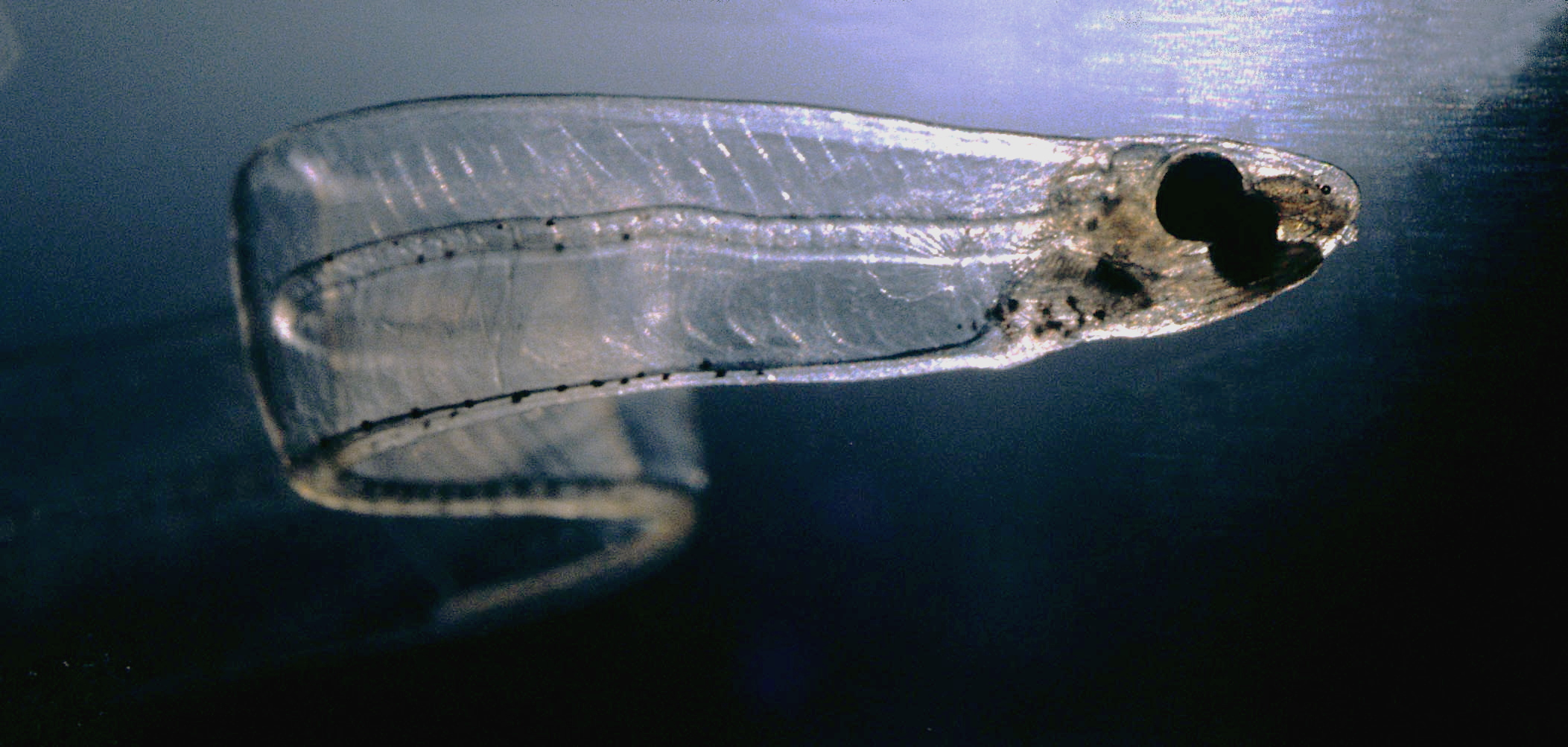
Leptocefalová larva úhořovce

Tak jako ostatní zástupci skupiny Elopomorpha procházejí holobřiší stádiem listovitě zploštělé, téměř průhledné leptocefalové larvy, která je v jejich případě podobně jako dospělci vybavená ploutevním lemem a má velké množství myomer. Pelagické leptocefalové larvy jsou velmi rozmanité a ne vždy je jasné, která larva patří jakému druhu. Během metamorfózy ztrácejí zploštělý tvar, který se mění na válcovitý, a mohou se zkracovat. Jejich délka před metamorfózou je typicky do 20 cm, výjimečně mohou přesahovat i půl metru.

## Fosilie

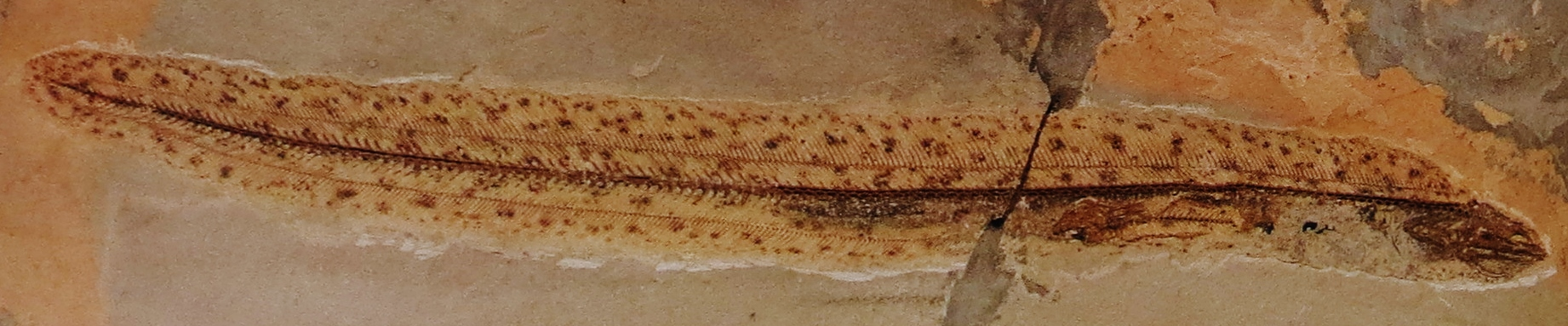
Nádherně zachovalá fosilie třetihorní holobřiché ryby Paranguilla tigrina

Nejstarší fosilní ryby považované za zástupce holobřichých jsou známy z cenomanu (nejstaršího stupně svrchní křídy). Jejich tělo již bylo nápadně úhořovitě protažené, dlouhá hřbetní a řitní ploutev dosahovala až k ocasní ploutvi, která však u některých z nich byla stále samostatná. Rod Anguillavus měl sice redukované, ale stále přítomné břišní ploutve, pozůstatky břišních ploutví byly přítomny i u některých exemplářů řazených do rodu Abisaadia. Další cenomanské rody, tentokrát bez břišních ploutví, jsou např. Urenchelys, Hayenchelys nebo Luenchelys. Další křídový rod, Eoenchelys, je považován za raného zástupce silně specializované linie holobřichých, velkotlamek (Saccopharyngoidei). Z eocénu se výborně zachovaly např. pozůstatky druhu Paranguilla tigrina ze severoitalské lokality Pesciaria, a to včetně otisků měkkých tkání a náznaků pigmentace. Eocenního stáří jsou i další rody včetně nejstaršího zástupce úhořovitých, úhoře Anguilla ignota nalezeného v usazeninách messelského maaru.

## Diverzita, výskyt a systém

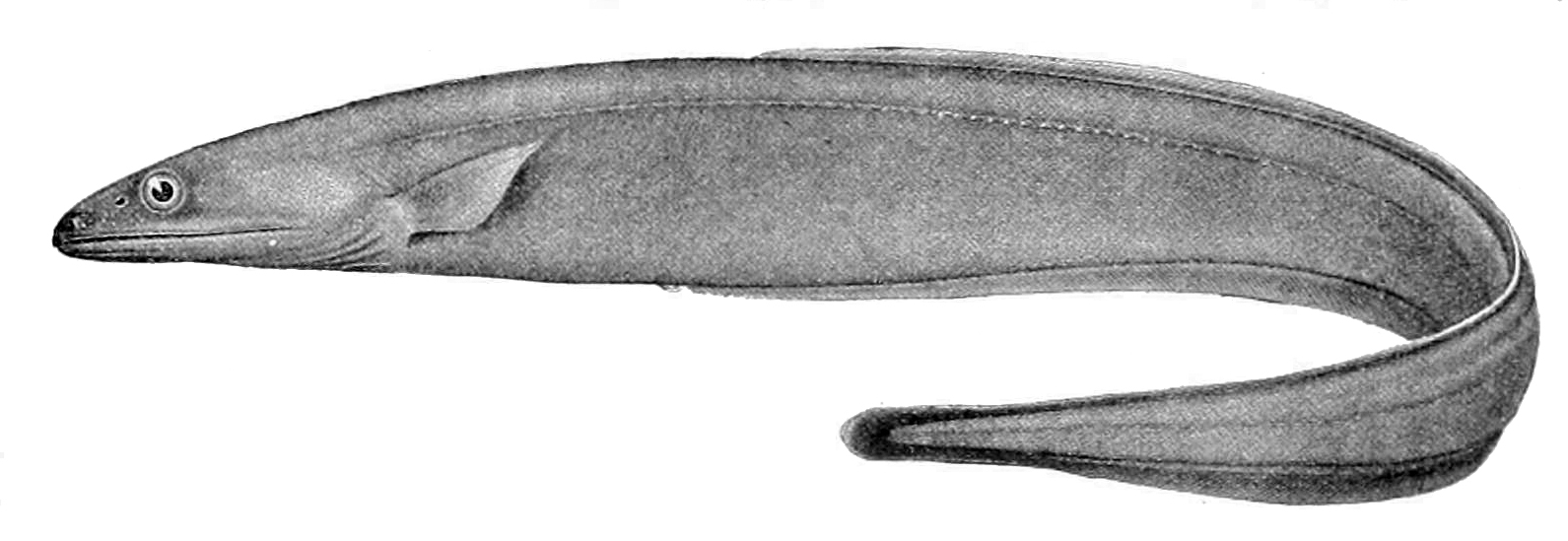
Tupohlavec dlouhoploutvý (Synaphobranchus affinis) na ilustraci

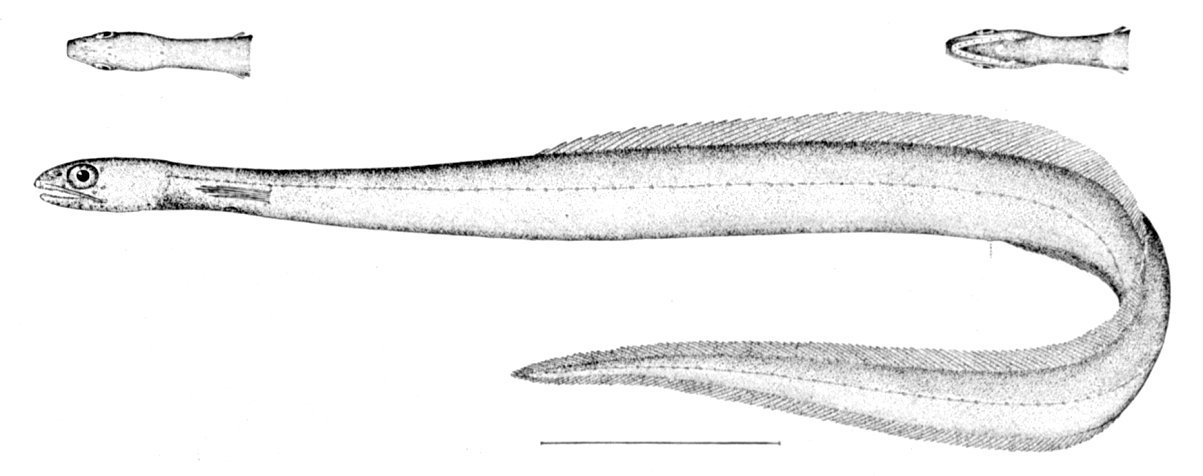
Kresba dlouhošíjce hadího (Derichthys serpentinus)

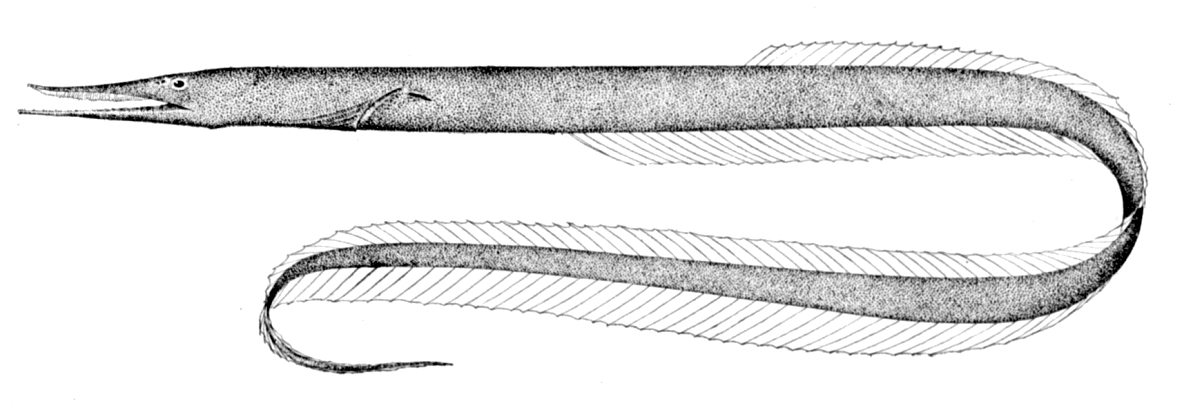
Kresba pilozuba Beanova (Serrivomer beani)

Mezi holobřiché řadíme přes 900 druhů ryb ve skoro 160 rodech a 20 čeledích. Drtivá většina druhů je mořská, nicméně muréna sundská (Gymnothorax polyuranodon) v Indonésii běžně proniká do sladkých vod, stejně tak mohou být v řekách zastiženi i hadaři rodu Dalophis nebo Lamnostoma, vzácně i štíhlouši. Výraznou výjimkou jsou katadromní úhoři (Anguilla), kteří v mládí ve stádiu tzv. monté vplouvají do řek a brakických vod, kde tráví několik let, než plně dospějí a putují zpět do moří, kde se vytírají. V mořích obývají holobřiší nejrůznější prostředí od korálových útesů (např. murény) po temné hlubiny (např. velkotlamky). Ačkoli pelagický způsob života není u holobřichých vzácností, mnoho jich žije při dně, kde mohou využívat nejrůznější úkryty, které si někdy vytvářejí sami (např. mnozí úhořovci). Úhoř říční (Anguilla anguilla) je jediný zástupce holobřichých, s nímž se lze setkat v české přírodě. Některé murény a úhořovci mohou dosahovat délek přes 3 m. Maximální velikost úhořů je asi poloviční. Naopak čelisťovky dorůstají délek jen asi 15 cm.
Dříve samostatný řád velkotlamky (Saccopharyngiformes) je dnes řazen mezi holobřiché jako jejich bizarní hlubokomořský derivát. Vztahy mezi jednotlivými čeleděmi holobřichých nejsou příliš jasné, bazální postavení však v řádu zaujímají čeledi Protanguillidae (řazená do samostatného podřádu Protanguilloidei) a tupohlavcovití (podřád Synaphobranchoidei). Pět čeledí bývalého řádu velkotlamek (velkotlamkovití, šírotlamkovití, čelisťovkovití, tupoocaskovití a recentně popsaná čeleď Neocyematidae; podřád Saccopharyngoidei) jsou evolučně blízké úhořovitým a úhořovkovitým (Anguilloidei). Do tohoto okruhu možná patří i pilozubové, jejichž postavení je ale v různých studiích rekonstruováno různě. Murény tvoří spolu s murénovci a úhořovníky podřád Muraenoidei. Další skupinou jsou pak Congroidei, kam patří úhořovci, hadaři, pamurény, štíhlohlavci a dlouhošíjci (kteří se dnes řadí do čeledi dlouhošíjcovitých společně s hadouny). Pamurénovci tvoří samostatný podřád Chlopsoidei, štíhlouši podřád Moringuoidei. Čeleď úhořovcovití je patrně polyfyletická.
Následuje přehled čeledí podle podřádů. České názvosloví ryb upravuje série příruček vydávaných pracovníky Národního muzea v Praze.
Holobřiší:
- Protanguilloidei: 
  - Protanguillidae
- Synaphobranchoidei: 
  - tupohlavcovití (Synaphobranchidae)
- Muraenoidei: 
  - úhořovníkovití (Heterenchelyidae)
  - murénovcovití (Myrocongridae)
  - murénovití (Muraenidae)
- Chlopsoidei: 
  - pamurénovcovití (Chlopsidae)
- Congroidei: 
  - dlouhošíjcovití (Derichthyidae)
  - hadařovití (Ophichthidae)
  - pamurénovití (Muraenesocidae)
  - štíhlohlavcovití (Nettastomatidae)
  - úhořovcovití (Congridae)
- Moringuoidei: 
  - štíhloušovití (Moringuidae)
- Saccopharyngoidei: 
  - tupoocaskovití (Cyematidae)
  - čelisťovkovití (Monognathidae)
  - velkotlamkovití (Saccopharyngidae)
  - šírotlamkovití (Eurypharyngidae)
  - Neocyematidae
- Anguilloidei: 
  - úhořovití (Anguillidae)
  - úhořovkovití (Nemichthyidae)
  - pilozubovití (Serrivomeridae)

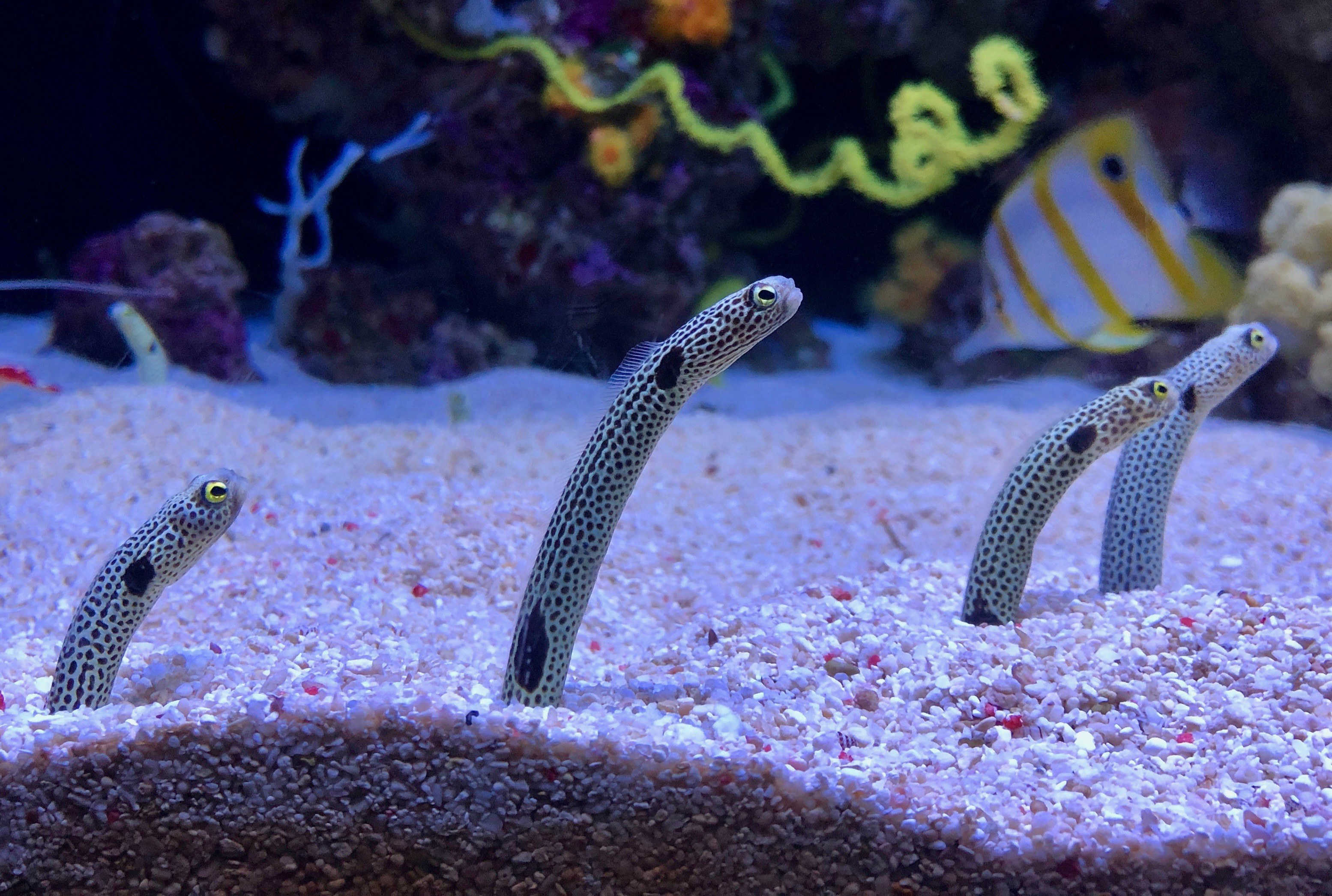
Úhořovec Hassův (Heteroconger hassi) v mořském akváriu
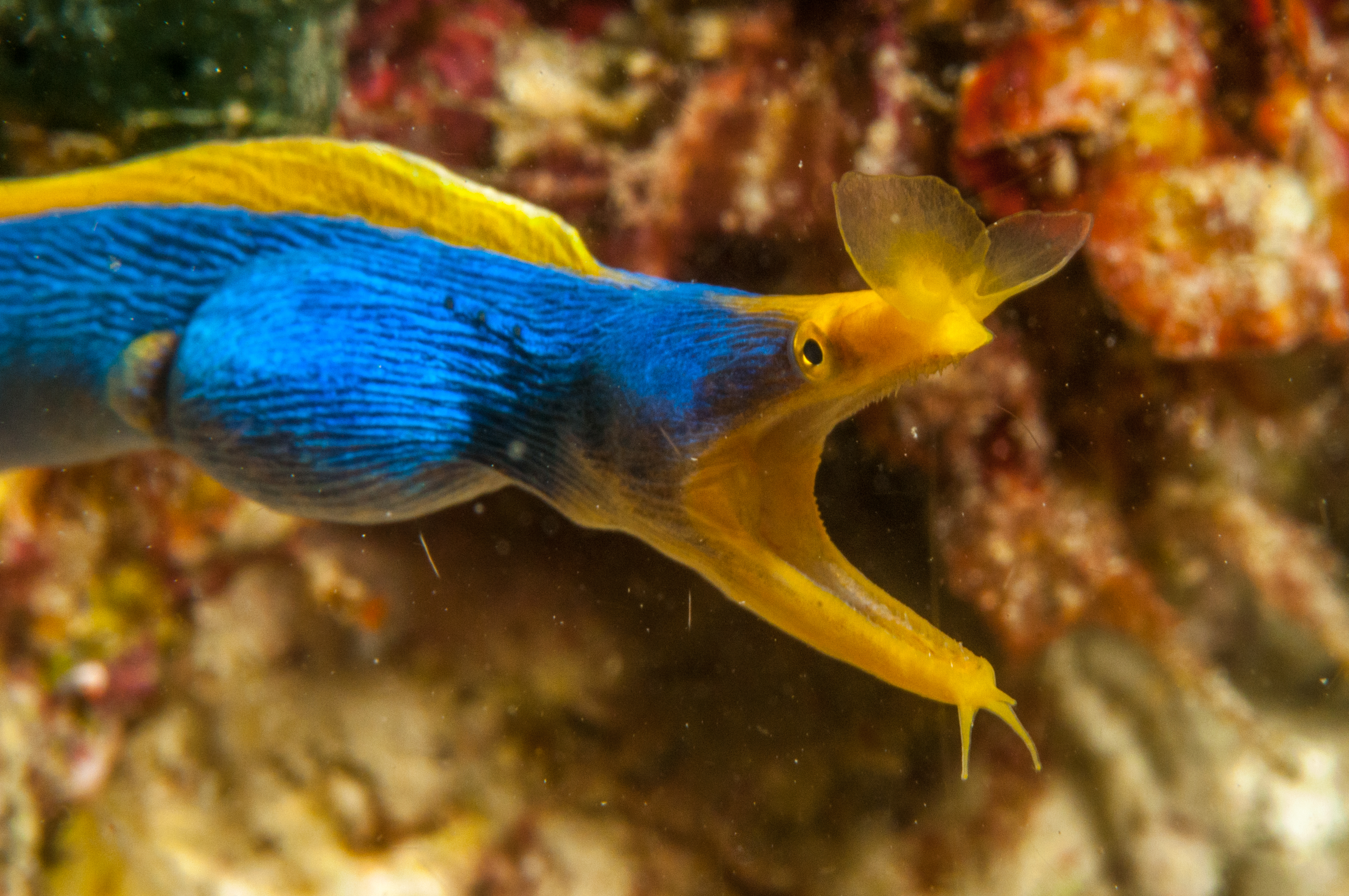
Muréna nosatá (Rhinomuraena quesita)
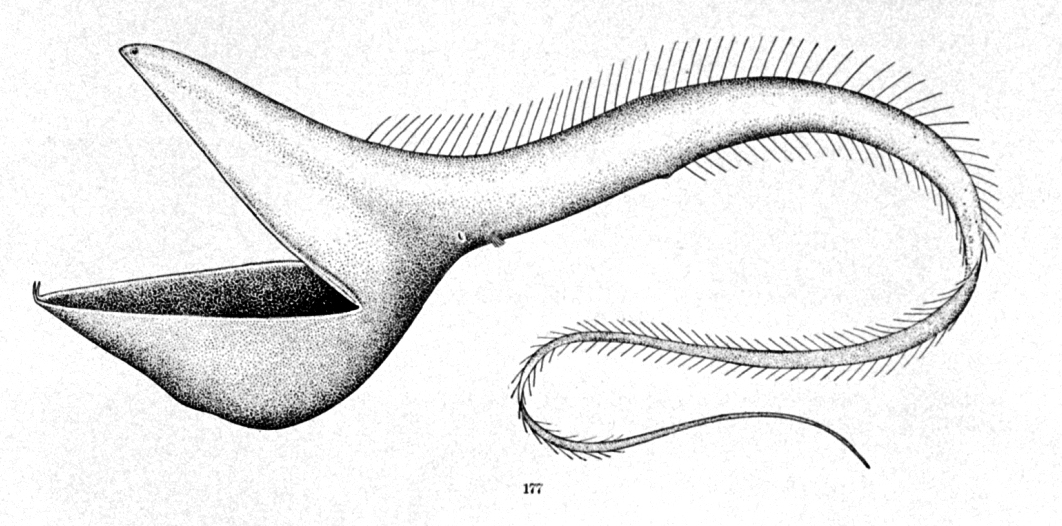
Šírotlamka pelikánovitá (Eurypharynx pelecanoides) s bizarně zvětšenou tlamou

### Příbuzenské vztahy
Holobřiší patří spolu s řády tarponi, albulotvární a ostnohřbetci do skupiny Elopomorpha, což je jedna z raných evolučních větví rozsáhlé rybí skupiny kostnatí (Teleostei). Pro všechny zástupce této skupiny je typická leptocefalová larva. Ostnohřbetci, kteří jsou sesterskou skupinou holobřichých, mají nápadně protažené tělo a dlouhou řitní ploutev splývající s ploutví ocasní. Mají zachovalé břišní ploutve a jejich hřbetní ploutev není prodloužená, případně může být redukována na sérii hřbetních trnů.

## Význam

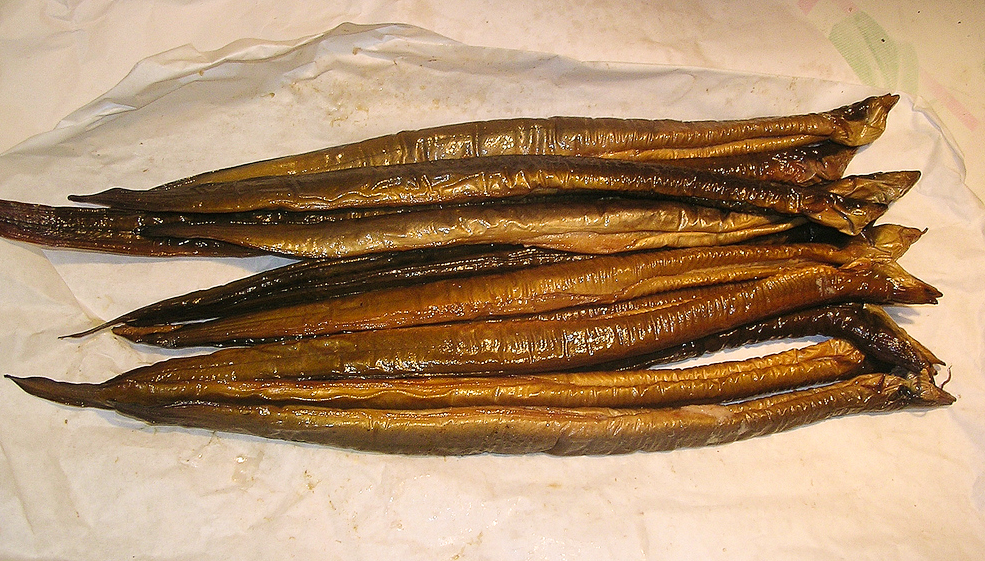
Uzení úhoři

Řada holobřichých patří mezi důležité lovné ryby lovené hlavně na udici, do vrší apod. Jejich maso je považováno za velmi chutné. Mezi hospodářsky nejvýznamnější patří úhoři, úhořovci mořští a některé druhy murén. Sérum úhořů i murén obsahuje termolabilní proteiny účinkující jako jedovaté ichtyohemotoxiny a je-li injikováno do krve nebo hemolymfy pokusných savců či krabů, způsobuje nebezpečné až smrtelné otravy. Krev těchto ryb může způsobovat podráždění očí nebo jazyka. Murény jsou poměrně agresivní predátoři a jsou známy případy napadení člověka, které sice většinou končí jen povrchovými poraněními, ale výjimečně může dojít až k závažným poraněním vyžadujícím hospitalizaci. Ránu mohou kontaminovat potenciálně patogenní mořské bakterie, např. rodů Vibrio nebo Pseudomonas. Ze starého Říma jsou známé i zkazky o krmení murén lidskými oběťmi např. za vlády Nerona. Maso murén i úhořovců může být po požití příčinou otrav typu ciguatera. Jde vlastně o intoxikaci toxiny produkovanými některými obrněnkami, které se prostřednictvím potravního řetězce hromadí ve vysoké koncentraci ve vrcholových predátorech. Murény, úhořovci a další mohou být atraktivními chovanci mořských akvárií.